# Kerpely Jenő
Krassai Kerpely Jenő (Budapest, 1885. december 1. – Los Angeles, 1955. január 5.) gordonkaművész, főiskolai tanár. Nagybátyjai Kerpely Antal és Kerpely Kálmán.

## Életútja
Krassai Kerpely Antal kohómérnök, miniszteri tanácsos és keresztesi Szende Ilona fia. A Zeneakadémián tanult Popper Dávidnál 1903-ig. 1903 és 1905 között Hans Koesslernél tanult zeneszerzést. Már diákként is rendszeres szereplője volt a budapesti kamaraesteknek. 1910-ben Waldbauer Imrével, Temesváry Jánossal és Molnár Antallal megszervezte a Waldbauer–Kerpely-vonósnégyest, mely később világhírnévre tett szert. 1913 és 1919 között, később 1928-tól 1948-ig gordonkatanár volt a Zeneakadémián, ahol eme főtárgy mellett kamarazenét és vonósnégyes-játékot is oktatott. A Waldbauer–Kerpely-vonósnégyes 1946-ban állt utoljára színpadra, utolsó előadásuk Bartók Béla 6. vonósnégyese volt Budapesten, ezután az együttes feloszlott. 1948-ban kivándorolt az Amerikai Egyesült Államokba. A legkimagaslóbb magyar előadóművészek közé tartozott.

## Magánélete
Házastársa Tapolczai Jolán színésznő volt, akivel 1920. június 24-én Budapesten, a Józsefvárosban kötött házasságot.